# A1 road
Die A1 road (englisch für ‚Straße A1‘) ist eine Fernstraße in Großbritannien und verbindet London mit Edinburgh. Mit 660 km (410 Meilen) ist sie die längste durchgängig bezeichnete Straße Großbritanniens.
Große Teile der A1 wurden bereits auf Autobahnstatus ausgebaut und tragen die Bezeichnung A1(M). Die Abschnitte ohne Autobahnstatus gehören durchgehend als primary route (grüne Beschilderung) zum wichtigsten britischen Fernstraßennetz unterhalb der Autobahnen.

## Streckenverlauf
Die A1 folgt in weiten Teilen dem Verlauf der historischen Great North Road. Sie beginnt in London an der Straße New Change an der St Paul’s Cathedral und verlässt die City of London zunächst in nordwestlicher Richtung, bis sie sich bei Edgware nach Norden wendet und bei Bignell’s Corner den Londoner Autobahnring überquert.
Nun läuft sie nordwärts in unterschiedlichen Ausbauzuständen etwa parallel zur East Coast Main Line durch mittlere Städte. Ab Brampton, wo die A14 von Cambridge her einmündet, ist sie durchgehend als ampel- und kreisverkehrfreie Umgehungsstraße, in großen Teilen sogar als Autobahn ausgebaut. Sie passiert Peterborough und Stamford, durchquert Rutland, die kleinste englische Grafschaft, passiert Grantham und Newark-on-Trent, streift bei Retford die Überreste von Sherwood Forest und erreicht Yorkshire.
Durch West, South und North Yorkshire geht es an Doncaster und Leeds vorbei fast gerade nach Norden und etwas nach Westen bis Scotch Corner. Hier wendet sich die Straße wieder etwas östlich und läuft an Darlington vorbei durch das County Durham auf Newcastle upon Tyne zu, das sie westlich als Umgehungsstraße umrundet.
Dann geht es wieder gerade nördlich, bis bei Berwick upon Tweed, der nördlichsten Stadt Englands, sowohl die schottische Grenze als auch die Nordseeküste erreicht werden. Nun führt die Straße nordwestlich bis Dunbar und dann gerade nach Westen auf Edinburgh zu, dessen östliche Stadtteile durchquert werden. Die Straße endet am Waterloo Place direkt nördlich des Bahnhofs Waverley, des Hauptbahnhofs der schottischen Hauptstadt.

## Ausbauzustand
Seit der Einführung der Nummerierung wurde die A1 abschnittsweise ausgebaut und als Umgehungsstraße neu trassiert, so dass Ortsdurchfahrten heute weitgehend vermieden werden. Auf den rund 450 Streckenkilometern zwischen Alconbury und der schottischen Grenze, also in etwa den mittleren zwei Dritteln der Gesamtstrecke, weist die A1 heute überhaupt keine innerörtlichen Abschnitte mehr auf.
Mit Ausnahme weniger Teilstrecken in London, Edinburgh und zwischen Dunbar (östlich von Edinburgh) und Morpeth (nördlich von Newcastle) hat die A1 durchgehend mindestens zwei, häufig sogar mehr Fahrstreifen pro Fahrtrichtung (bis zu je vier, zwischen Alconbury und Norman Cross).
Trotz des mehrspurigen Ausbaues ist die Straße in den Abschnitten ohne Autobahnstatus keineswegs kreuzungsfrei. Nebenstraßen oder Gehöfte sind oftmals über einfache Einmündungen angebunden, Abfahrten über die Gegenfahrbahn (aus der Überholspur heraus) sind üblich, einige größere Kreuzungen sind als Kreisverkehr ausgebildet, und zur streckenweisen Einschränkung auf Kraftfahrzeuge bedarf es einer expliziten Beschilderung.
Anstelle der sonst üblichen Angabe von Fahrtzielen auf den Verkehrsschildern finden sich auf den Wegweisern der Auffahrten auf die A1 zwischen London und Newcastle meist nur die allgemeinen Richtungsangaben „The NORTH“ („Der Norden“) und „The SOUTH“ („Der Süden“). Nur in unmittelbarer Nähe wichtiger Ziele werden diese zusätzlich angegeben.

## A1(M)
Große Abschnitte der A1 wurden mittlerweile auf Autobahnstatus ausgebaut, sind offiziell als Autobahn gewidmet und damit vollständig höhen- und anbaufrei ausgeführt. In diesen Abschnitten trägt die Straßenbezeichnung den Zusatz (M) für motorway, auch die Beschilderung wechselt dort auf Autobahnstandard (blaue statt grüne Tafeln), und es gelten die für Autobahnen geltenden verkehrsrechtlichen Regelungen. Fahrzeuge ohne Autobahnberechtigung müssen diese Abschnitte meiden oder umfahren.
Die A1(M) darf nicht mit der Autobahn M1 verwechselt werden. Die M1 berührt die A1 an ihren beiden Enden bei London und bei Leeds, hat aber ansonsten nichts mit ihr zu tun.

### Abschnitte A1(M)
| südliches Ende | nördliches Ende | Länge in km / in Meilen |
| -------------- | --------------- | ----------------------- |
| South Mimms    | Baldock         | 39 / 24,2               |
| Alconbury      | Peterborough    | 20,6 / 12,8             |
| Blyth          | Carcroft        | 24,8 / 15,4             |
| Ferrybridge    | Gateshead       | 150,7 / 93,6            |

Der lange Abschnitt Ferrybridge–Gateshead entstand durch einen 19 km (12 Meilen) langen Lückenschluss zwischen Leeming und Barton, dessen letzter Teilabschnitt am 29. März 2018 eröffnet wurde.
Der Abschnitt von Edinburgh bis Dunbar unterliegt zwar autobahnähnlichen Beschränkungen, ist jedoch verkehrsrechtlich keine Autobahn und trägt auch die normale Bezeichnung A1.

## Bilder

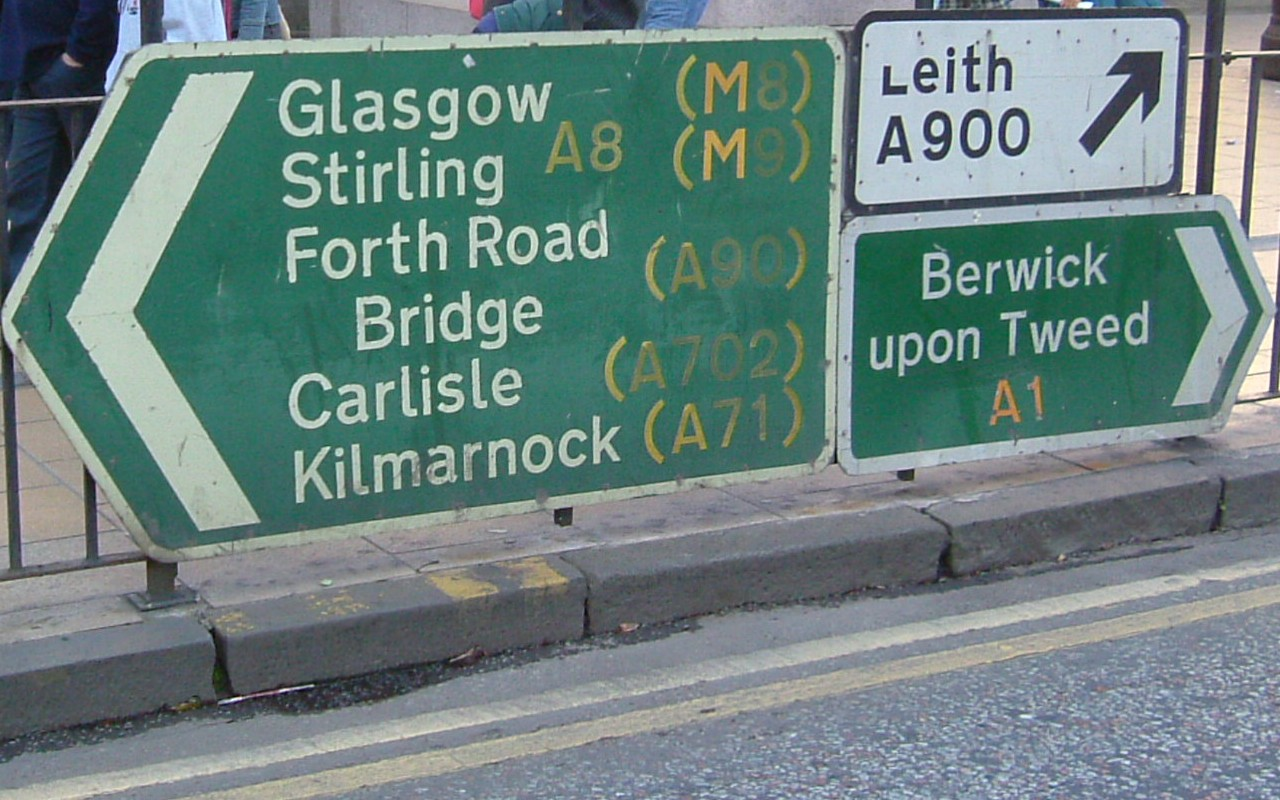
Nördliches Ende der A1 in Edinburgh
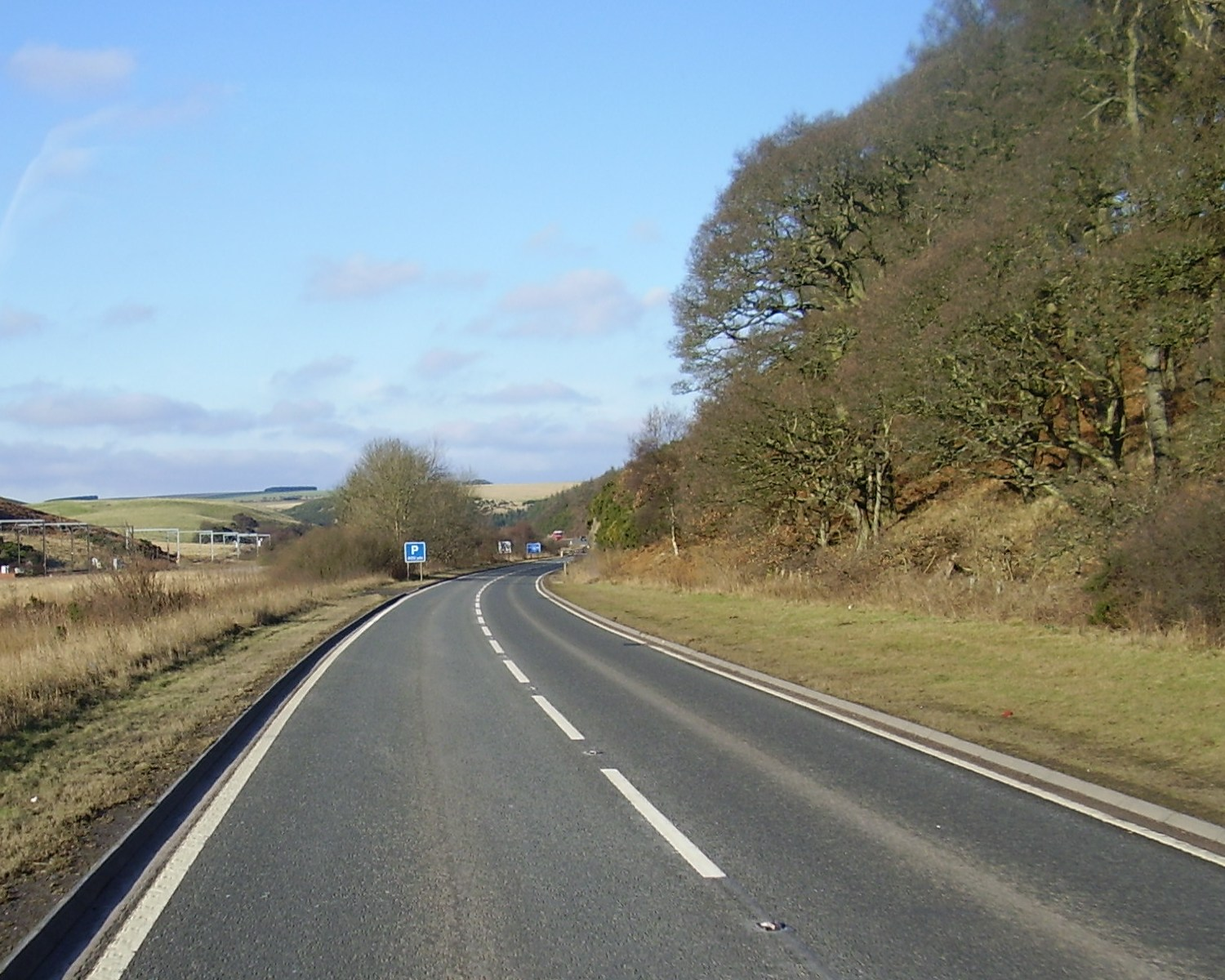
Ein zweispuriger Abschnitt der A1 in Schottland zwischen Berwick und Dunbar
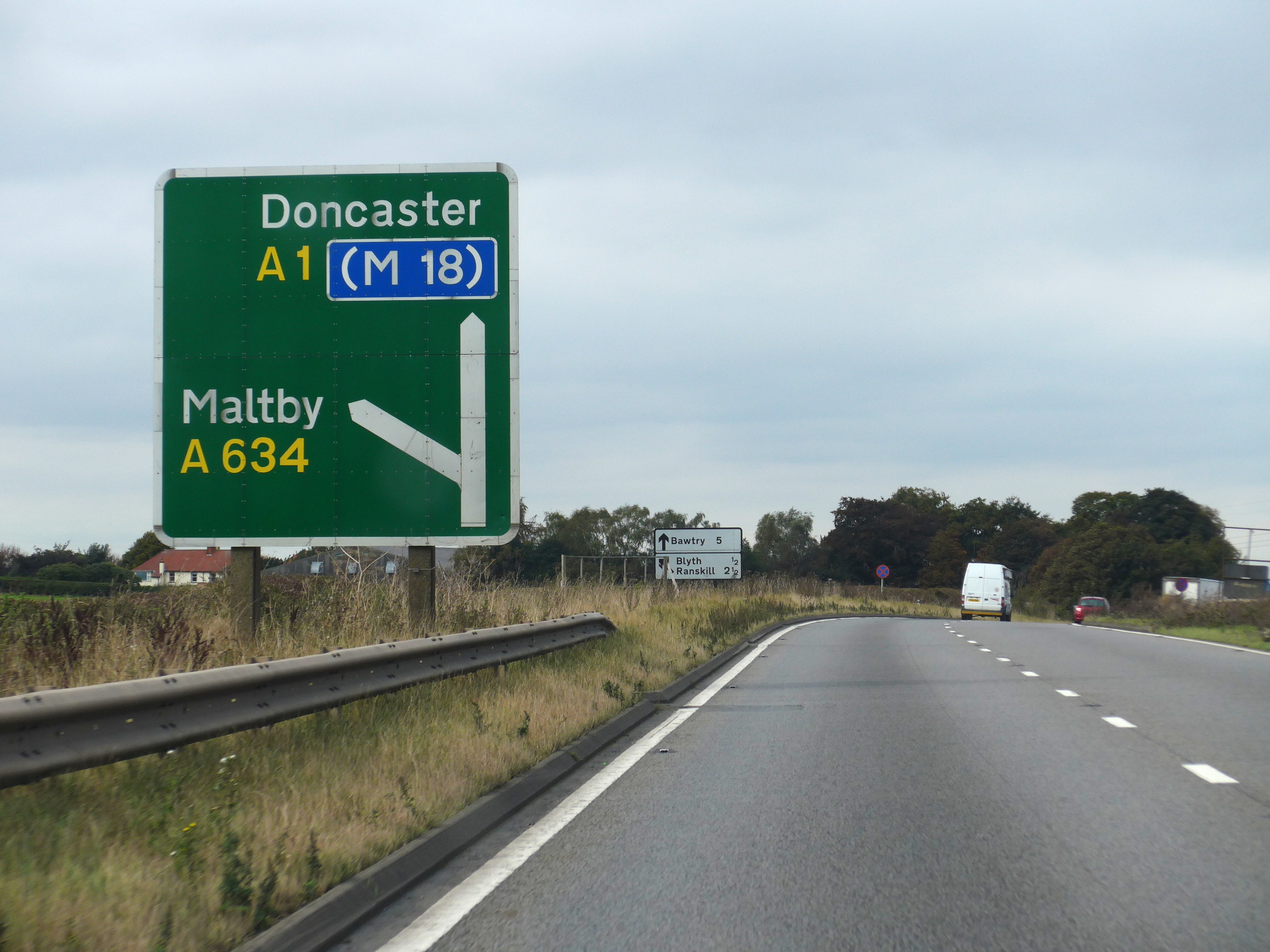
A1 südlich Doncaster mit getrennten Richtungsfahrbahnen und zwei Fahrstreifen pro Richtung, aber kein Autobahnausbau
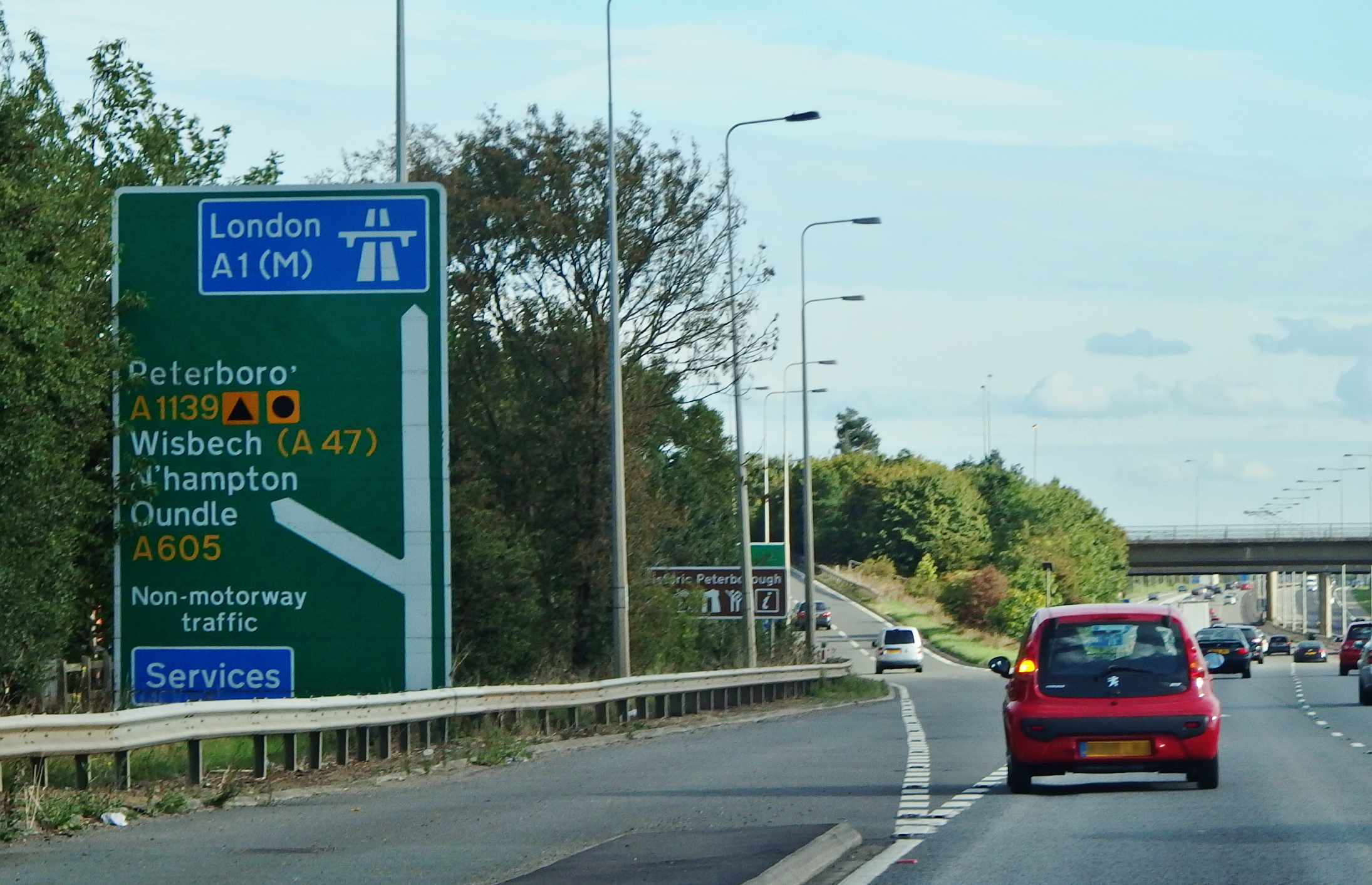
Beschilderung beim Wechsel auf Autobahnstatus A1(M). Nicht für Autobahnen zugelassener Verkehr (non-motorway traffic) muss hier ausfahren.
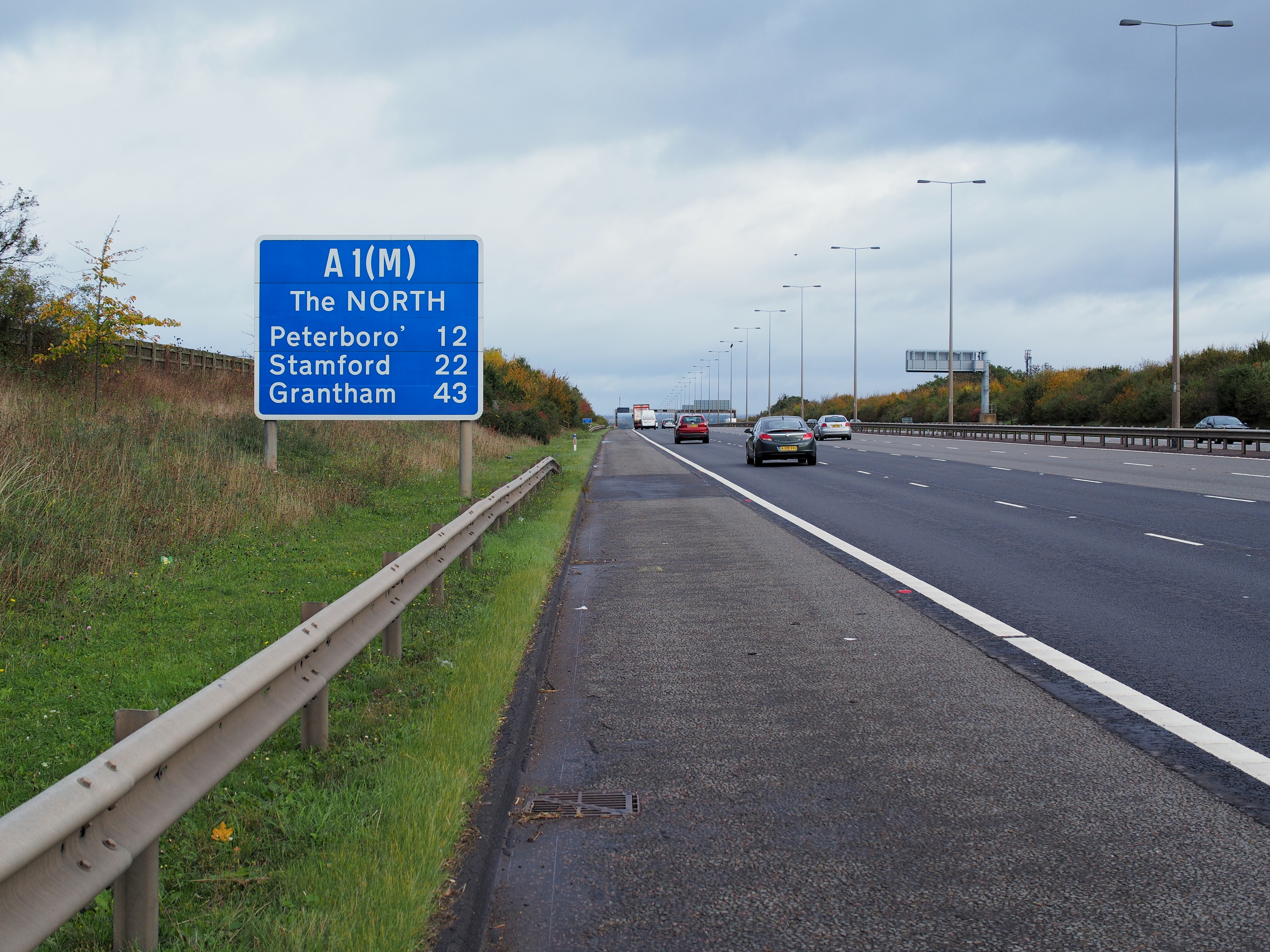
Der A1(M)-Abschnitt Alconbury–Peterborough, hier in Nordrichtung, vier Fahrspuren pro Richtung
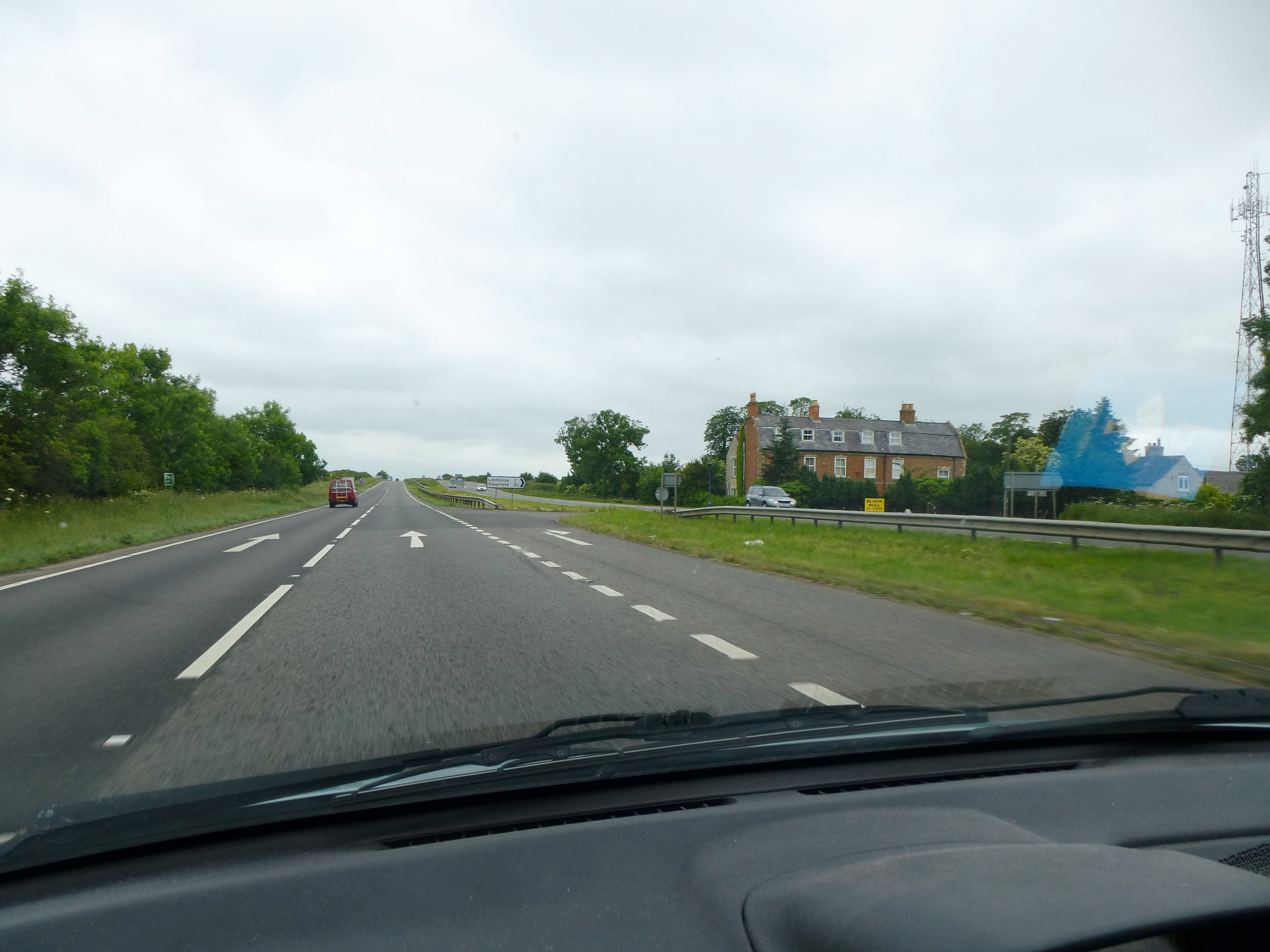
Ausfahrt nach rechts aus der Überholspur über die Gegenfahrbahn in Lincolnshire
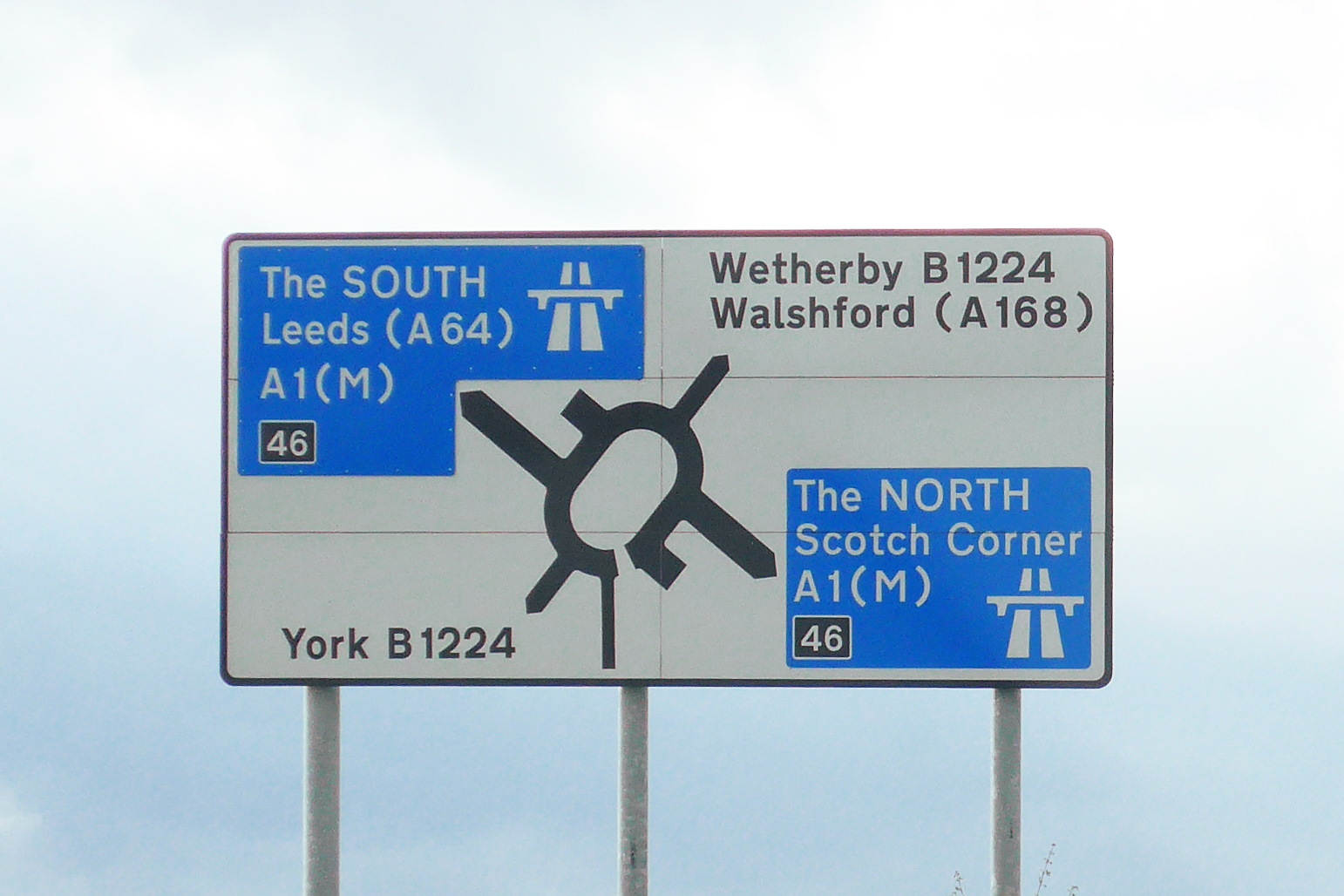
Beschilderung der Auffahrt Wetherby auf die A1(M). Hier sind außer den Himmelsrichtungen auch Leeds bzw. Scotch Corner als nächste Fahrziele angegeben.